# Dave (Izgubljeni)
"Dave" je osamnaesta epizoda druge sezone televizijske serije Izgubljeni i sveukupno 43. epizoda kompletne serije. Režirao ju je Jack Bender, a napisali su je Edward Kitsis i Adam Horowitz. Prvi puta je emitirana 5. travnja 2006. godine na televizijskoj mreži ABC. U radnji koja se odvija prije dolaska na otok, Hugo "Hurley" Reyes nalazi se u ustanovi za mentalno oboljele gdje se pokušava riješiti svog imaginarnog prijatelja Davea. U toj istoj ustanovi u jednom kratkom trenutku vidimo i Libby. Radnja u sadašnjem vremenu prati Hurleyja kojem se ponovno počinje priviđati Dave dok se ostali preživjeli sukobljavaju s "Henryjem Galeom" za kojeg otkrivaju da nije onaj za kojeg se predstavlja.
Ova epizoda također se dotiče jedne od teorija obožavatelja serije da su svi događaji u seriji halucinacije ili snovi jednog od glavnih likova. Lik Davea napisan je s dvije različite strane: one u kojoj Hurley negira da ima problema te one koja je poslužila kao analogija za Hurleyjevog oca koji je otišao. Scene su snimljene na način da se tek na kraju epizode otkrije da Dave zapravo ne postoji u stvarnosti.

## Radnja

### Prije otoka
Hurley (Jorge Garcia) nalazi se u instituciji za mentalno oboljele gdje se sprijateljio s Daveom (Evan Handler) koji mu konstantno govori da ignorira doktore, izbjegava uzimanje lijekova i pokuša pobjeći. Jednoga dana Hurleyjev doktor, Dr. Brooks (Bruce Davison) dokaže Hurleyju da Dave nije stvaran i to tako da ih zajedno fotografira pa mu kasnije pokaže da se Dave uopće ne nalazi na fotografiji. Kasnije te večeri Dave budi Hurleyja kako bi s njim pobjegao iz bolnice. Dave iskače kroz prozor, ali mu se Hurley po prvi puta suprotstavi i kaže mu da nije stvaran te zatvara prozor prije povratka u krevet. U sljedećoj sceni nakratko se vraćamo u trenutak kada je Dr. Brooks fotografirao Hurleyja i Davea te otkrivamo da u istoj instituciji boravi još jedan pacijent - Libby - što objašnjava zbog čega je na otoku Hurley cijelo vrijeme imao osjećaj da ju je već ranije vidio.

### Na otoku
Hurley priznaje Libby da pati od poremećaja prehrane te joj pokaže svoje vlastite zalihe Dharma hrane. Govori joj da se želi riješiti zalihe pa ga ona ohrabruje. Nakon što Hurley uništi zalihe ostali preživjeli odlaze u džunglu. Hurley i Libby ih slijede i otkrivaju ogroman paket hrane koji je padobranom sletio na otok. Hurley se uspaničari da će ga ponovno zapasti zadatak dijeljenja hrane i u tom trenutku vidi Davea te ga pokušava slijediti dok ovaj odlazi u džunglu.
Hurley, ipak, izgubi njegov trag i napada Sawyera (Josh Holloway) zbog toga što ga ovaj zadirkuje te odluči napustiti plažu i otići u pećine. Putem se ponovno pojavljuje Dave koji govori Hurleyju da je sve ono što se dogodilo nakon noći u kojoj je pokušao pobjeći iz bolnice zapravo produkt njegove mašte - da je nakon što je Dave pobjegao, Hurley pao u katatonično stanje i u svojoj glavi umislio kompletan razvoj kasnijih događaja. Kao dokaz Dave mu otkriva povezanost istih brojeva koje je izgovarao pacijent u bolnici, Leonard (Ron Bottitta) s kojima je Hurley osvojio lutriju, a koji se moraju unositi u kompjuter u oknu. Nakon toga Dave odvodi Hurleyja do litice i govori mu da ga iz tog sna može probuditi jedino skok; Dave u tom trenutku skače niz liticu. Prije nego što Hurley odluči hoće li slijediti Davea ili ne, pojavljuje se Libby. Hurley joj govori da sve što se događa nije stvarno te da je sve produkt njegovog sna u komi uključujući i nju, ali Libby ga uvjeri u suprotno te ga poljubi.
Za to vrijeme u oknu, Sayid (Naveen Andrews) i Ana Lucia (Michelle Rodriguez) ispituju "Henryja Galea" (Michael Emerson). Nakon što njegovo lažno predstavljanje bude otkriveno, Henry konačno priznaje da je jedan od Drugih, ali također napomene da će biti ubijen ako im išta drugo kaže. Kasnije se John Locke (Terry O'Quinn) suočava sa zatvorenikom te hoće znati da li je namjerno dopustio da bude uhvaćen misleći da je na taj način želio pronaći stanicu Labud. "Henry", međutim, kaže da je okno "šala" te mu napomene da nije unio brojeve u kompjuter onda kada ga je Locke to zamolio usred svoje ozljede u prethodnoj epizodi te da se ništa nije dogodilo: sat koji odbrojava 108 minuta samo se nakon pokazanih hijeroglifa vratio na početak i ponovno počeo odbrojavati. Locke mu ne vjeruje, ali Henry ga uvjerava da je završio s laganjem.

## Produkcija
Televizijska mreža ABC bila je zabrinuta oko sadržaja epizode, a svoju zabrinutost argumentirala je činjenicom da priča o tome da se sve događa u Hurleyjevoj glavi nudi objašnjenje kompletne serije, budući je jedna od teorija među obožavateljima bila i ta da su svi događaji u seriji halucinacije. Lik Davea u originalu je zamišljen da predstavlja onaj dio Hurleyja koji nije osjećao da ima ikakvih problema pa ga je ohrabrivao da pretjerano konzumira hranu, a glumi ga Evan Handler na način koji je redatelj Jack Bender opisao kao "zločest". Jedan od kreatora serije, Carlton Cuse, otkrio je da je ime Dave proizašlo iz imena Hurleyjevog oca Davida Reyesa - koji će se kasnije pojaviti u seriji, a utjelovit će ga glumac Cheech Marin - zbog toga što su scenaristi "željeli Hurleyja da zamisli prijatelja koji bi simbolizirao njegov nerazjašnjen odnos s ocem". Posljednja scena s Libby bila je toliko tajna da su je samo Jack Bender i njegov asistent imali napisanu, a kako bi spriječili da Libby bude jedina žena u mentalnoj ustanovi sve ostale žene iz snimateljske ekipe, uključujući i Benderovu kćerku Sophie, morale su obući ogrtače i pidžame te glumiti likove u pozadini.
Redatelj Bender odlučio je snimati scene s Daveom na način da publika iz početka pomisli da je on stvaran, ali bez da lik ima interakcije s fizičkim svijetom - baš kao što je napravljeno u filmovima Šesto čulo i Genijalni um. U sceni u kojoj Dave hoda kroz džunglu s Hurleyjem, dodani su crveni i narančasti cvjetovi kako bi se samoj sceni dodala "magija"; nešto što je redatelj Bender nazvao "Hurley u svojoj Nigdjezemskoj". Scena u kojoj Hurley napada Sawyera trebala je biti komični trenutak za opuštanje pa je Bender predložio da sruše šator te da glumac Josh Holloway kao Sawyer u jednom trenutku pokuša pobjeći, ali ga Hurley povuče natrag.
Scena u kojoj Dave nabraja Hurleyju razloge zbog čega se događaji na otoku dešavaju isključivo u njegovom umu patila je od kontinuiranih prekida zbog vojnih vježbi u blizini snimanja koje su se u to vrijeme odvijale, pogotovo nadlijetanja aviona. Problemi s vremenom također su uzrokovali kašnjenje produkcije zbog glasnih valova tijekom scene između Hurleyja i Libby koja je morala biti montirana u post-produkciji, a jedan cijeli dan padala je kiša pa su lokaciju košarkaške utakmice morali prebaciti u dvoranu. Litica je digitalno izrađena u post-produkciji kako bi se dobio dojam da likovi stoje na njezinom rubu. Daveov skok odradio je stažist ispred plavog ekrana, a kompjuterskom grafikom napravljeno je padanje tijela u vodu. Scene u mentalnoj ustanovi snimljene su u bolnici u Honoluluu osim onih koje se događaju u uredu Dr. Brooksa koje su snimljene u studiju.

## Priznanja
Epizodu Dave gledalo je 16.38 milijuna Amerikanaca. Kritike epizode bile su pomiješane. Scott Brown iz časopisa Entertainment Weekly hvalio je performanse Jorgea Garcie i Michaela Emersona te istaknuo da je epizoda "ponovno učinila otok opasnim". Ryan J. Budke iz TV Squad osjećao je da je sporedna priča (ona koja se odvija u oknu) puno interesantnija od Hurleyjevih scena te je kompletnu epizodu smatrao depresivnom za razliku od dotadašnjih "veselih" Hurleyjevih epizoda. Chris Carabott s internetske stranice IGN dao je ocjenu epizodi 7/10 opisavši je zabavnom premda "ne pogađa baš u srce serije"; kasnije će ta internet stranica postaviti epizodu Dave na deveto mjesto najgorih epizoda serije Izgubljeni, proglasivši je beznačajnom te nadodavši da "je radnja koja se odvija prije otoka potpuno nevažna". New York magazine stavio je epizodu Dave na šesto mjesto "top 20 najbeznačajnijih epizoda serije Izgubljeni" naglasivši da je "posvećivanje kompletne epizode teoriji koja ionako nije nikada bila ozbiljna bilo samo gubljenje vremena". S druge strane, Los Angeles Times postavio je epizodu na 30. mjesto najboljih epizoda serije Izgubljeni, opisujući je kao možda "najneshvaćeniju epizodu cijele serije" te istaknuvši da je činjenica da Dave nije stvaran trebao biti obrat uz objašnjenje "da publika vidi kolike je zapravo Hurley imao probleme prije nego što je pronašao otok."

## Vanjske poveznice
- "Dave" na ABC-u